# Les Deux Orphelines (film, 1965)
Pour les articles homonymes, voir Les Deux Orphelines.
Pour plus de détails, voir Fiche technique et Distribution.
Les Deux Orphelines (italien : Le due orfanelle) est un mélodrame historique franco-italien réalisé par Riccardo Freda, tourné en 1964 et sorti en salles en 1965.
Il s'agit d'une adaptation du roman et de la pièce de théâtre Les Deux Orphelines  créés dans les années 1870 par Adolphe d'Ennery et Eugène Cormon dont l'intrigue se déroule dans les prémices de la Révolution française.

## Synopsis
Dans les années 1780, l’orpheline Henriette Gérard accompagne Louise, sa sœur adoptive aveugle, à Paris. Les deux jeunes filles espèrent bien trouver un médecin qui guérira Louise de sa cécité. Hélas, Henriette est enlevée par le marquis de Presles, un roué qui a décidé d'en faire son jouet. Louise n'a pas plus de chance que sa sœur : livrée à elle-même, elle tombe dans les mains de la Frochard, une mégère alcoolique qui ne cessera de l'humilier et de la tourmenter pour la forcer à mendier. Tout paraît s'arranger avec l'intervention du chevalier de Vaudrey et de la comtesse de Linières…

## Fiche technique
Sauf indication contraire, les informations mentionnées dans cette section peuvent être confirmées par la base de données cinématographiques Unifrance,  présente dans la section « Liens externes ».
- Titre original français : Les Deux Orphelines[2]
- Titre italien : Le due orfanelle[3]
- Réalisation : Riccardo Freda
- Scénario : Michel Wichard et Riccardo Freda, d'après le roman et la pièce de théâtre, Les Deux Orphelines d’Adolphe d'Ennery et Eugène Cormon
- Photographie : Jean Tournier
- Musique : René Sylviano
- Décors : Jacques Mawart
- Costumes : Sylvie Poulet
- Montage : Jean-Marie Gimel
- Coordinateur des combats et des cascades : Claude Carliez et son équipe
- Société de production : Comptoir Francais du Film Production (CFFP), Roal Films, Cine Italia Film
- Pays de production :  France -  Italie
- Langue originale : français
- Format : Couleurs par Eastmancolor - Son mono - 35 mm
- Genre : Mélodrame historique
- Durée : 85 minutes
- Date de sortie :
  - France : 24 mai 1965

## Distribution
- Sophie Darès : Henriette
- Valeria Ciangottini : Louise
- Mike Marshall : Roger de Vaudrey
- Jacques Castelot : Le marquis de Presle
- Patrick Balkany : Un libertin chez le marquis de Presle (en habit mauve)
- Jean Desailly : M. de Linières
- Simone Valère : Mme de Linières
- Alice Sapritch : La Frochard
- Jean Carmet : Picard
- Roger Fradet : Lafleur
- Michel Barbey : Jacques Frochard
- Marie-France Mignal : Marianne
- Denis Manuel : Pierre Frochard
- Gabrielle Doulcet : Marion
- André Falcon : Le docteur Hébert
- France Delahalle : Sœur Angèle
- Bernard Lajarrige : Rumagnac
- Lucia Amram : Florette
- Christine Aurel : Françoise Morand
- Christian Brocard : Le vendeur de beignets
- André Cagnard : Un officier
- Roland Catalano : Marest
- Dominique Delpierre : Une fille en prison
- Georges Guéret : Le faux bûcheron
- Jean-Pierre Laverne : Le gentilhomme chez Presle
- Gilbert Servien : Un abbé
- André Tomasi : M. Martin
- Max Vialle : Le héraut
- François Brincourt
- Corinne Claire
- Rico Lopez
- Colette Mareuil
- Virginie Rodin
- Virginie Solenn
- Eric Vasberg